# Gulf Islands
Gulf Islands är öar i Kanada.   De ligger i Capital Regional District och provinsen British Columbia, i den sydvästra delen av landet, 3 600 km väster om huvudstaden Ottawa.
Runt Gulf Islands är det ganska glesbefolkat, med 38 invånare per kvadratkilometer.